# Aiolopus
Aiolopus es un género de saltamontes perteneciente a la subfamilia Oedipodinae de la familia Acrididae, y está asignado a la tribu Epacromiini. Este género se distribuye en África, Europa, Asia y Oceanía.

## Especies
Las siguientes especies pertenecen al género Aiolopus:
- Aiolopus ranchiensis Siddiqui & Shamim, 2013 [nombre temporal]
- Aiolopus carinatus (Bey-Bienko, 1966)
- Aiolopus dubia Willemse, 1923
- Aiolopus longicornis Sjöstedt, 1910
- Aiolopus luridus (Brancsik, 1895)
- Aiolopus markamensis Yin, 1984
- Aiolopus meruensis Sjöstedt, 1910
- Aiolopus morulimarginis Zheng & Sun, 2008
- Aiolopus nigritibis Zheng & Wei, 2000
- Aiolopus obariensis Usmani, 2008
- Aiolopus oxianus Uvarov, 1926
- Aiolopus puissanti Defaut, 2005
- Aiolopus simulatrix (Walker, 1870)
- Aiolopus strepens (Latreille, 1804)
- Aiolopus thalassinus (Fabricius, 1781)